# Aubigny, Calvados

Aubigny este o comună în departamentul Calvados, Franța. În 1 ianuarie 2022 avea o populație de 299 de locuitori.